# Podenco paternino de Huelva
Il podenco paternino o podenco paternino de Huelva o podenco de paterna o anche podenco paternero è un cane tipo podenco spagnolo, originario del comune di Paterna del Campo
della provincia di Huelva nell'Andalusia.

## Storia
Il primo esemplare di questa razza è stato un cane razzatore di nome Julio nel 1945, frutto di un incrocio voluto dal Sig. Cabela di Paterna del Campo, che incrociò un cane segugio di campagna di grossa taglia non meglio identificato con un segugio femmina. Da questo esemplare, di eccezionale capacità venatoria, è derivata la razza.
Il cane paternino di Huelva fu registrato per la prima volta nel registro pubblico delle associazioni del ministero dell'Interno nel 1999.
Il 20 giugno 2013 è stata registrata come razza autoctona andalusa dalla Commissione Razze del Ministero dell'Agricoltura nell'elenco delle Registrazioni iniziali di gruppi etnici o Registro de Grupos Étnicos Caninos (RGEC).

## Caratteristiche
L'altezza per i maschi va dai 45 ai 60 cm e nelle femmine dai 45 ai 55 cm; mentre il loro peso oscilla tra i 23 kg per i maschi e di 18 kg per le femmine.
La razza è apprezzata soprattutto per la sua tenacia nella caccia.
Predominano i manti bicolori bianco e cannella, sono anche frequenti i monocolori bianco nelle loro varianti argento e avorio, e i bicolori in nero. Il pelo è corto e senza sottopelo.
Questo cane caccia in inseguimento in mute dette rehala, dove si integra perfettamente con gli altri cani. 
Inoltre, è un cane molto rustico ed instancabile; ed è capace di cacciare con foga e spericolatezza sia i cinghiali che i cervi oltre che la lepre.